# Den Faste Voldgiftsret
|  | Den Faste Voldgift er også Arbejdsrettens oprindelige navn. |
Den Faste Voldgiftsret (fransk: Cour permanente d'arbitrage, engelsk: Permanent Court of Arbitration) er en international domstol for frivillig løsning af konflikter mellem stater. Domstolen blev oprettet ved konvention i 1899 efter den første fredskonferense i Haag. Traktaten blev revideret i 1907 efter den anden fredskonferencen i Haag. Domstolen behandler i dag også sager som har mellemstatlige organisationer og private som parter. I alt 115 stater er medlem af domstolen. Domstolen holder til i Fredspaladset i Haag i Nederland sammen med bl.a. Verdensretten.